# Nigrotipula
Nigrotipula is een geslacht uit de familie van de langpootmuggen (Tipulidae).

## (Onder)soorten
- Nigrotipula achlypoda (Alexander, 1966)
- Nigrotipula bathroxantha (Alexander, 1961)
- Nigrotipula nigra (Linnaeus, 1758)
  - Nigrotipula nigra ligulifera (Alexander, 1925)
  - Nigrotipula nigra nigra (Linnaeus, 1758)
- Nigrotipula xanthocera (Alexander, 1936)